# 撥子

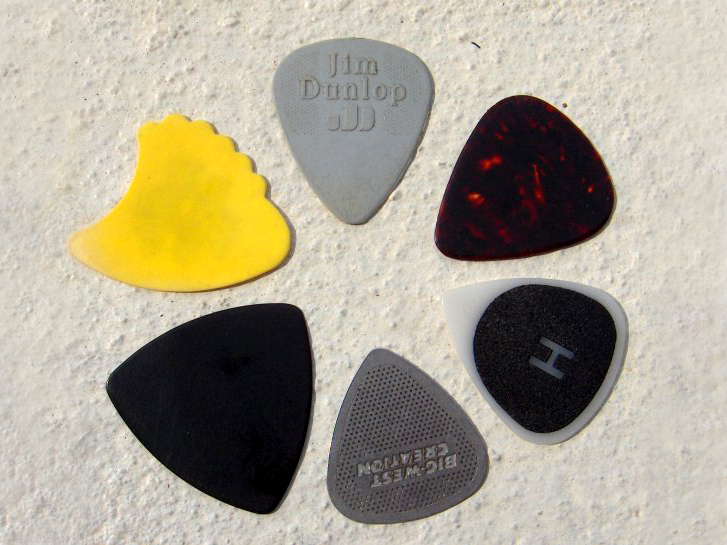
彈奏吉他的撥子

撥子又稱撥片、彈片，古稱撥，亦有人以英語音譯作匹克（pick），是用來彈奏弦樂器如吉他等的工具，呈片狀，彈奏不同樂器的撥子軟硬、厚薄、材質不同，同一款樂器亦會因為彈奏不同音色而使用不同的撥子。
中國樂器的撥子傳統上多以象牙、玳瑁、動物的角或骨所製，現代則多改用塑膠製成。

## 各種樂器的撥子

### 吉他撥片
Guitar pick通常簡稱pick，一般來說，彈奏電吉他會使用較硬的撥片（厚度約1mm左右，依個人喜好與習慣），民謠吉他則會使用較軟的撥子。彈奏單音時，手指會握住撥片較大面積，以使撥子能精準觸弦；相較於單音，彈奏和弦時，一般會握住較小部分的撥片，以使撥片能更靈活、流暢的觸弦。

### 中阮撥子
中阮一般使用尼龙制成的三角形的拨子弹奏，每个角都呈圆滑的钝角，厚度约为1mm。